# محوطه آق قیه
محوطه آق قیه مربوط به عصر آهن است و در شهرستان ماهنشان، بخش انگوران، دهستان قلعه جوق، ۵۰۰ متری جنوب روستای قرایی واقع شده و این اثر در تاریخ ۲۶ اسفند ۱۳۸۷ با شمارهٔ ثبت ۲۵۹۵۱ به‌عنوان یکی از آثار ملی ایران به ثبت رسیده است.